# S.O.S. Titanic
S.O.S Titanic es un telefilme de 1979, dirigido por William Hale. Protagonizado por David Janssen, Beverly Ross, Cloris Leachman, David Warner, Susan Saint James, Ian Holm, Harry Andrews. 
Candidata el premio Emmy 1980 al Mejor montaje.

## Argumento
Trata sobre el trágico y único viaje que sufrió el RMS Titanic en 1912. La historia está contada desde la perspectiva de tres grupos de pasajeros en primera, segunda y tercera clase.
Los pasajeros de primera clase incluyen a John Jacob Astor IV (David Janssen) y su nueva esposa Madeleine Talmage Force (Beverly Ross); su amiga, Margaret Brown (Cloris Leachman); Daniel Marvin (Jerry Houser) y Mary Marvin (Deborah Fallender); y Benjamin Guggenheim (John Moffatt), regresando junto a su esposa e hijos después de su escandaloso affair. 
En segunda clase viajan dos profesores, Lawrence Beesley (David Warner) y Leigh Goodwin (Susan Saint James) que inician un romance a bordo. 
En tercera clase viajan diez inmigrantes irlandeses, los cuales son representados primeramente acercándose al puerto de Queenstown, Irlanda. Estos personajes, todos basados en gente real, incluyen a Katie Gilnagh, Kate Mullens, Mary Agatha Clynn, Bridget Bradley, Daniel Buckley, James Farell, Martin Gallagher y Dacid Chartens. 
Durante el viaje, Martin Gallagher se enamora de una belleza irlandesa. Cuando ocurre el desastre, una camarera y el capitán (Harry Andrews) tratan de mantener a todos los pasajeros en las cubiertas inferiores. Por iniciativa de James Farrel (Robert Pugh) todas las mujeres del grupo logran acceder a cubierta. Todos los hombres, con la excepción de Daniel Buckley, se ahogaron.

## Reparto
- David Janssen - John Jacob Astor
- Beverly Ross - Madeleine Astor
- Cloris Leachman - Margaret Brown
- Susan Saint James - Leigh Goodwin
- David Warner - Lawrence Beesley
- Geoffrey Whitehead - Thomas Andrews
- Ian Holm - J. Bruce Ismay
- Helen Mirren - Azafata Mary Sloan
- Harry Andrews - Capitán Edward Smith
- Jerry Houser - Daniel Marvin
- Robert Pugh - James Farrell

## Comentarios
Algunas escenas fueron filmadas en el trasatlántico  Queen Mary anclado en Long Beach, California. Otras fueron filmadas en el Hotel Waldorf (actual Waldorf Hilton), en Londres.
Algunas escenas del hundimiento fueron tomadas y coloreadas de la película "La última noche del Titanic" de 1958. 
Los actores David Warner y Bernard Fox volverían a aparecer en la película Titanic de (1997).